# فاطمه قائم‌مقامی
فاطمه قائم‌مقامی فرزند صلاح الدین (زاده ۱۳۳۳ - درگذشته دی ۱۳۷۶)، سرمهماندار شرکت هواپیمایی آسمان، یکی از قربانیان احتمالی قتل‌های موسوم به قتل‌های زنجیره‌ای ایران بود.

## زندگی‌نامه
فاطمه قائم‌مقامی در سال ۱۳۳۳ متولد شد. کار مهمانداری را در هواپیمایی ملی آغاز کرد. وی چهره‌ای زیبا داشت. علیرضا نوری‌زاده؛ مدیر عامل وقت و مدیر کل حراست هواپیمایی هما را متهم کرده‌است که چون به کام نرسیدند، با پرونده‌سازی و انگ مسائل اخلاقی چسباندن به وی او را از هواپیمایی ملی در سال ۷۱ اخراج نمودند اما وی بلافاصله با کمک یکی از خلبانان سابق هما به عنوان سرمهماندار وارد شرکت آسمان شد.
به گفتهٔ روزنامه‌نگاران وی به دلیل پرونده‌ای که در هواپیمایی هما برایش ساخته بودند اخراج و سپس در هواپیمایی آسمان مشغول به کار می‌شود، گفته شده که او در ماه‌های آخر مضطرب و نگران به نظر می‌رسیده‌است. جسد وی ۱۰ دی ۱۳۷۶ در مقابل مجتمع تجاری گلستان در خیابان پاسداران تهران در حالی یافت شد که روی صندلی اتومبیل پراید خود به ضرب گلوله کشته شده بود.

## قتل
جسد فاطمه قائم‌مقامی در تاریخ  ۱۰ دی ۱۳۷۶ در مقابل مجتمع تجاری گلستان در خیابان پاسداران تهران در داخل اتوموبیل شخصی پراید خود یافت شد که به ضرب گلوله کشته شده بود. روزنامه‌های اصلاح‌طلب پس از قتل داریوش و پروانه فروهر در آذر ۱۳۷۷ و اعتراف وزارت اطلاعات به دست داشتن برخی از مدیران و کارکنانش در قتل آنان، به پی‌گیری قتل‌های گذشته پرداختند. در میان قربانیان نام دو چهره غیرسیاسی سیامک سنجری و فاطمه قائم‌مقامی آمده است. اهالی محل به پلیس گفتند که: «قبل از توقف خودرو در محل حادثه متوجه شدیم راننده خودرو که همان قربانی بود چند بار طول خیابان را در جستجوی فردی طی کرد ولی به جز راننده، فرد دیگری را داخل خودرو مشاهده نکرده‌اند.»

او که پنج ماه بعد از آغاز به کار دولت خاتمی در سال ۱۳۷۶ به قتل رسید، در حالی جنازه‌اش در اتومبیلش در خیابان پاسداران در مکانی نه‌چندان دور از یکی از مراکز وزارت اطلاعات و کوی مدیران آن وزارت‌خانه پیدا شد که گلوله‌ای به سرش خورده بود. در جریان پی‌گیری‌های مطبوعاتی پرونده قتل‌های زنجیره‌ای، برخی روزنامه‌نگاران به قتل رساندن فاطمه قائم‌مقامی را ناشی از اطلاعاتی دانستند که این مهماندار هواپیما از برخی اعمال غیرقانونی مقامات اطلاعاتی داشت. خواهر فاطمه ماجرای قتل خواهرش را اینطور روایت می کند که:
فاطمه شب حادثه از او خواسته تا به خانه‌اش برود، و از بچه‌هایش نگهداری کند. به گفته خواهر فاطمه، او قرار بود ابتدا به آرایشگاه و بعد از آن به محل قرار با شخصی ناشناس که می‌گفت تلفنی با او صحبت کرده است، برود. خواهر فاطمه در ادامه تحقیقات گفت که نمی‌داند آن شخص چه کسی بود، و حتی خواهرش هم به ظاهر گفته که او را نمی‌شناسد. فاطمه به خواهرش گفته بود که این شخص فقط چند بار به او تلفن کرده است و با اصرار از وی خواسته تا ملاقاتی با یکدیگر داشته باشند. خواهر فاطمه قائم‌مقامی به پلیس گفت که آن مرد به خواهرم گفته بود موضوع در مورد زندگی و مسائل خصوصی اوست. به همین خاطر خواهرم ساعت ۸:۳۰ شب با آن مرد قرار ملاقات گذاشت. حدود ساعت ۱۱ شب بود که از کلانتری به خانه‌مان زنگ زدند و خبر قتل خواهرم را به ما اطلاع دادند.

### اظهارات اکبر گنجی
اولین بار اکبر گنجی در روزنامه صبح امروز ماجرای قتل فاطمه قائم‌مقامی را باز گفت و به پرونده‌ای اشاره کرد که از سوی مقامات مختلف کوشش می‌شد تا موضوعی عادی و احتمالاً اختلاف خانوادگی جلوه داده شود. وی در یادداشتی که ۱۴ فروردین ۱۳۷۸ در روزنامه صبح امروز به چاپ رسید گفت: «قتل خانم فاطمه قائم‌مقامی توسط محفل نشینان به راستی یک فاجعه ملی است. چه خوب بود اقتدارگرایان دلایل و علل و انگیزه‌های قتل آن خانم میهماندار را به مراجع معظم تقلید توضیح می‌دادند تا قم بتواند عادلانه قضاوت کند که اسلام خواهی و شریعت طلبی اقتدارگرایان پوششی است بر قدرت طلبی، حجابی است بر دنیاگرایی عریان.» در همان زمان اکبر گنجی در مقاله‌ای نوشت: «پرونده قتل سیامک سنجری و فاطمه قائم‌مقامی را دنبال کنید تا به شاه کلید برسید. قتل آنان مشکل شخصی شاه‌کلید بودند و شاه‌کلید مجبور شد آن‌ها را از میان بردارد.»
اکبر گنجی روزنامه‌نگاری که قتل‌های زنجیره‌ای را پیگیری می‌کرد معتقد است که وی طعمه اقدامات غیرقانونی وزارت اطلاعات (در دوران وزارت علی فلاحیان و معاونت سعید امامی) از جمله قاچاق جنگ‌افزار و مواد مخدر به اروپا قرار گرفته و نهایتاً پس از دوم خرداد و خارج شدن وزارت اطلاعات از کنترل ایشان برای جلوگیری از افشای موضوع وی را به قتل رسانده‌اند. به نوشته روزنامه‌های اصلاح‌طلب برخی مدیران دستگیر شده وزارت اطلاعات در جریان قتل‌های زنجیره‌ای اعترافاتی پیرامون چگونگی قتل وی داشته‌اند. همچنین به نوشته روزنامه زن (به مدیریت فائزه هاشمی رفسنجانی) همسر وی پس از مقالاتی که توسط روزنامه‌ها انتشار یافت، احضار و وادار به سکوت شده‌است.
گنجی در جایی دیگر با صراحت بیشتری به موضوع پرداخت: «آقای فلاحیان قبل از پاسخگویی دربارهٔ قتل‌های زنجیره‌ای باید به پرسش‌های شهروندان در خصوص قتل خانم فاطمه قائم‌مقامی و سیامک سنجری پاسخ گوید.»